# Ateneul Pontifical Sant'Anselmo
Ateneul Pontifical Sant'Anselmo (în italiană Pontificio Ateneo Sant'Anselmo, în latină Pontificium Athenaeum Anselmianum) este o universitate pontificală specializată în științe liturgice și spiritualitate monahală. Instituția se află în mănăstirea Sant'Anselmo all'Aventino din Roma și este condusă de călugări benedictini.